# بطولة العالم لسباق الدراجات على الطريق 1985
بطولة العالم لسباق الدراجات على الطريق 1985 هي الدورة ال58 من بطولة العالم لسباق الدراجات على الطريق، أجريت في جافيرا ديل مونتيلو، إيطاليا.

## برنامج المسابقات
رجال
- سباق الطريق ضد الساعة.
- سباق الطريق ضد الساعة للفرق.

سيدات
- سباق الطريق المداري.

شبان
- سباق الطريق المداري للشبان.

## النتائج النهائية
| المسابقة              | ذهبية                  | فضية                           | برونزية                  |
| --------------------- | ---------------------- | ------------------------------ | ------------------------ |
| الرجال                |                        |                                |                          |
| سباق الطريق ضد الساعة | يوب زوتميلك (هولندا)   | جريج لوموند (الولايات المتحدة) | مورينو أرجنتين (إيطاليا) |
| الفريق البطل          | الاتحاد السوفيتي       | Czechoslovakia                 | إيطاليا                  |
| السيدات               |                        |                                |                          |
| سباق الطريق المداري   | جيني لونغو (فرنسا)     | Maria Canins (إيطاليا)         | ساندرا شوماخر (FRG)      |
| شبان                  |                        |                                |                          |
| سباق الطريق المداري   | Raymond Meijs (هولندا) | Evgueni Zagrebelni (أوكرانيا)  | جان جاك هنري (فرنسا)     |